# Microregiunea Tamási
Microregiunea Tamási (în maghiară Tamási kistérség) a fost o microregiune statistică (kistérség) din județul Tolna, Ungaria.
Cu o populație de 38.395 locuitori și o suprafață de 1.019,93 km2, aceasta a existat până în 2014, când în Ungaria, microregiunile ”kistérségek” au fost înlocuite de districte (járások).